# شيري (فلم)
شيري (بالكورية: 쉬리) فيلم أكشن كوري جنوبي لعام 1999، من تأليف وإخراج كانغ جي كيو. كان «شيري» أول فيلم ضخم، يحاكي أفلام هوليوود، يتم إنتاجه في صناعة السينما الكورية «الجديدة» (أي بعد الازدهار الاقتصادي الكبير في كوريا في أواخر التسعينيات). يظهر الفيلم كإحياء متعمد لأفلام الحركة التي اشتهرت بها هوليوود خلال الثمانينيات، كما احتوى أيضًا على قصة تعتمد على المشاعر الوطنية الكورية القوية لتغذية دراما الفيلم. يشارك الفيلم الكثير من أساليب سينما الحركة الآسيوية، وخاصة سينما الحركة في هونج كونج، لجون وو، وتسوي هارك، ورينجو لام، والوتيرة الحثيثة لمخرجي الوحدة الثانية، مثل فيك أرمسترونج وجاي هاميلتون، في أفلام جيمس بوند.
صدر الفيلم تحت عنوان «شيري» خارج كوريا الجنوبية، وفي كوريا، تم تهجئة العنوان «سويري Swiri»، والعنوان يشير إلى «سمكة كورية رائعة Coreoleuciscus splendidus» توجد في تيارات المياه العذبة الكورية، حيث يقوم بطل الرواية بارك مو يونغ في مرحلة ما من الفيلم، بمونولوج يصف فيه كيف تتدفق المياه من كل من كوريا الشمالية والجنوبية معًا بحرية، وكيف يمكن العثور على الأسماك في أي من المياه دون معرفة لأي جهة تنتمي. يرتبط هذا بطموحات الفيلم بأن يكون أول فيلم ذو إصدار رئيسي يعالج بشكل مباشر القضية الشائكة لإعادة توحيد كوريا.

## طاقم التمثيل
- هان سوك كيو: في دور يو جونغ وون (عميل سري كوري جنوبي تعامل مع بانغ هي بينما يتنكر في زي ميونغ هيون)
- كواي من سيك: في دور بارك ميو يونج (كوري شمالي، وزعيم الإرهابيين والذي يحمل مشاعر تجاه بانغ هي)
- يونجين كيم: في دور لي ميونغ هيون / لي بانغ هي (جاسوس كوري شمالي)
- سونج كانج هو: في دور لي جانج جل (عميل سري كوري جنوبي وشريك يو جونغ وون)
- يون جو سانغ: في دور العميل الرئيسي
- بارك يونغ وو: في دور سيك (عميل سري)
- جوني كيم: في دور جونغ داي هو (يُنسب إلى ديريك كيم)
- لي سونغ شين: في دور طبيب
- كيم سو رو: في دور إرهابي كوري شمالي

بالاشتراك مع: جانغ هيون سونغ - هوانغ جونغ مين.

## أحداث الفيلم
تم إخضاع مجموعة من نخبة الجنود الكوريين الشماليين في أكتوبر 1992، لنظام تدريب وحشي. تحت رعاية قائدهم، بارك مو يونغ (تشوي مين سيك)، لإرسالهم إلى كوريا الجنوبية كعملاء نائمين، ليتم إعادة تنشيطهم في وقت لاحق. أكثر المجموعة الواعدة هي «لي بانج هي» (يونجين كيم) القناصة التي اغتالت العديد من الشخصيات الكورية الجنوبية الرئيسية.
ينصب مو يونغ وعملائه كمينًا لقافلة عسكرية، مما يسفر عن مقتل جميع الجنود وسرقة سائل خطير لصناعة قنبلة «سي تي اكس» كان بحوزتهم. يتم العثور على أول قنابل «سي تي اكس» أعلى متجر متعدد الأقسام، وتنفجر القنبلة بمجرد اكتشاف فريق التخلص من القنابل موقعها بالضبط، مما يؤدي إلى سقوط العشرات من القتلى. يلوذ جونغ وون بالفرار مع ميونغ هيون.
يحاول جونغ وون نصب فخًا، ولكن الموقف سرعان ما يتصاعد إلى معركة بالأسلحة النارية تسفر عن وقوع إصابات في صفوف الشرطة والمدنيين، كما يقتل العديد من العملاء الشماليين بينما يهرب آخرون.
يتصل مو يونغ بجهاز المخابرات الوطنية ويطلب الملايين بالإضافة إلى طائرة للهروب الساعة 2 مساءً مقابل قنابل «سي تي اكس» المتبقية. يهدف الإرهابيون إلى تفجير قنبلة «سي تي اكس» فوق مبنى يضم جميع كبار السياسيين الكوريين الشمالي والجنوبي، في ملعب لكرة القدم في وسط مباراة ودية دولية يلعبها فريق من كوريا الشمالية والجنوبية. يحاول جونغ وون إخبار الجميع عن الحيلة والخطر في الملعب لكن يتم تجاهله، ولذلك يتحدى الأوامر ويندفع إلى الملعب، حيث يختلط بالجمهور. يتنكر مو يونغ وثلاثة رجال آخرين في زي ضباط من القوات الخاصة الكورية الجنوبية في زي رسمي. تحدث مواجهة عنيفة في غرفة التحكم، إلى مقتل جميع الإرهابيين الأربعة، ويتم إطفاء الأنوار في الوقت المناسب. لاحظت ميونغ هيون ذلك، وتطلق النار على كبار الشخصيات، لكنها لا تصيب هدفها، وتطارد الحاشية، وتقتل العديد من ضباط الإنقاذ السريع على طول الطريق قبل أن تواجهها مجموعة كبيرة من الضباط بقيادة جونغ وون. بينما ميونغ هيون تقوم بمحاولة أخيرة لإكمال مهمتها، تصاب برصاص جونغ وون. يقوم جونغ وون بزيارة ميونغ هيون الحقيقية، الموجودة في مستشفى للعلاج الكيميائي. يسمح ميونغ هيون لجونغ وون بالاستماع إلى أغنية، وأثناء الاستماع إليها، يتأثر جونغ وون بكلماتها. يتلاشى المشهد بعد ذلك، بينما لا يزال جونغ وون يستمع إلى الأغنية ويغمض عينيه.

## استقبال الفيلم
بلغت الميزانية الإجمالية للفيلم 8.5 مليون دولار أمريكي، وكانت في ذلك الوقت أكبر ميزانية تخصص لفيلم كوري. تمت تغطية جزء من التمويل من شركة الإلكترونيات الكورية العملاقة سامسونج. حقق الفيلم نجاحًا نقديًا وماليًا في كوريا وحطم الأرقام القياسية في شباك التذاكر. بلغ عدد مشاهدين «شيري» في دور العرض الكورية الجنوبية 6.5 مليون مشاهد، متجاوزة الرقم القياسي السابق الذي سجله فيلم «تيتانيك» البالغ 4.3 مليون مشاهد. كان ناجحًا أيضًا في جميع أنحاء آسيا (كان فيلمًا ذا ربح مرتفع عند إصداره في هونغ كونغ)، ومنذ ذلك الحين تم إصداره على الفيديو في جميع أنحاء العالم. كما عرض في بعض دور عرض محدودة في الغرب.
تم التصويت للفيلم على أنه الفيلم المفضل للكوريين بأغلبية 11.918 صوتًا في استطلاع عام 2002 عبر الإنترنت لـ 54.013 شخصًا أجرته قناة السينما الكورية «اورين سينما نتورك Orion Cinema Network».
استطلعت مجلة «تايم آوت» في عام 2014، العديد من نقاد الأفلام والمخرجين وممثلين الدراما وممثلين الكوميديا لإدراج أفضل أفلام الحركة، وجاء «شيري» في المركز 96 على هذه القائمة.
منح موقع الطماطم الفاسدة الفيلم تقييم مقداره 59% بناء على آراء 37 ناقد فني.
منح موقع ميتاكريتيك الفيلم تقييم مقداره 50% بناء على آراء 18 ناقد فني.

## وصلات خارجية
- مقالات تستعمل روابط فنية بلا صلة مع ويكي بيانات

https://www.kmdb.or.kr/eng/db/kor/detail/movie/K/04983 شيري (فيلم)
https://www.metacritic.com/movie/swiri شيري (فيلم)
http://koreanfilm.org/kfilm99.html#swiri شيري (فيلم)